# Vincent Landel

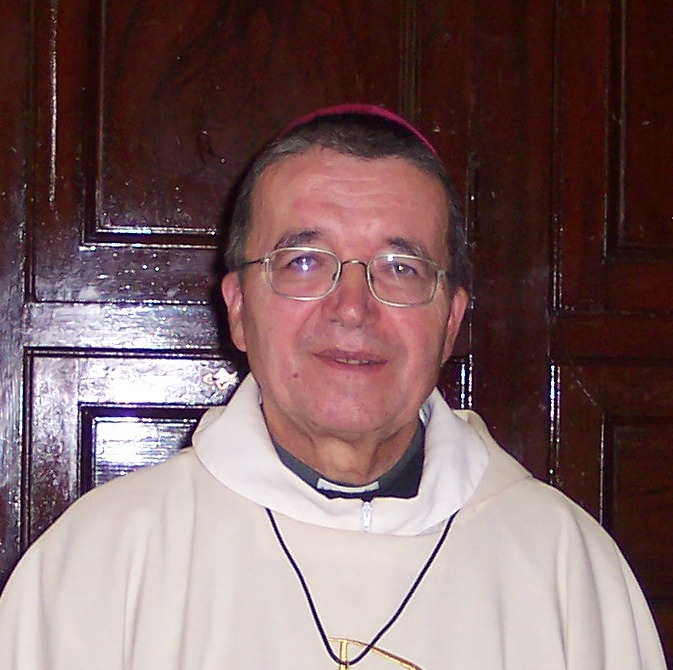
Erzbischof Vincent Landel SCJBeth (2007)

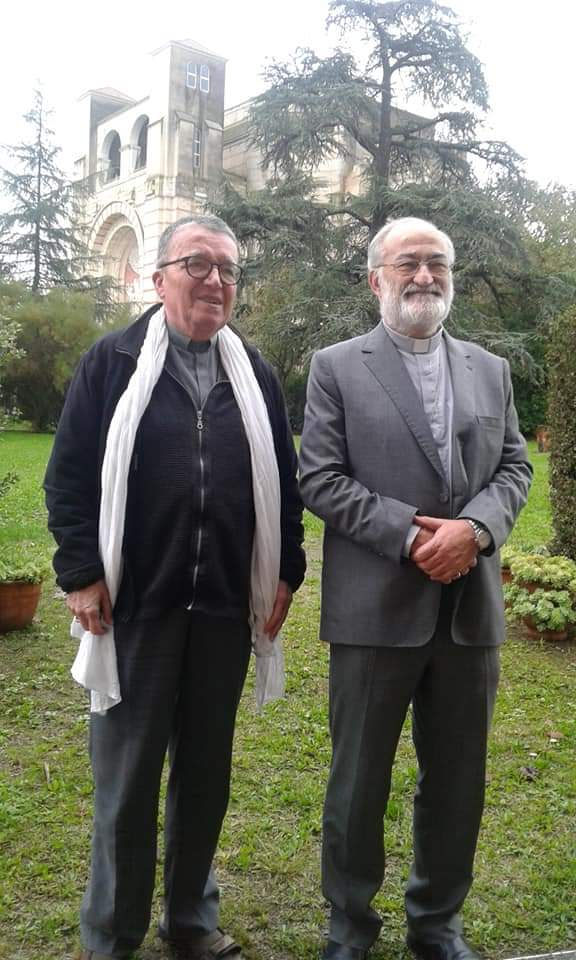
Erzbischof Vincent Landel SCJBeth (r.) mit seinem Nachfolger Cristóbal López Romero SDB

Vincent Louis Marie Landel SCJBeth (* 25. August 1941 in Meknès, Marokko) ist ein französischer Ordensgeistlicher und römisch-katholischer Alterzbischof von Rabat.

## Leben
Vincent Landel das Sakrament der Priesterweihe für die Priester des Heiligsten Herzens Jesu. 
Papst Johannes Paul II. ernannte ihn am 3. Dezember 1999 zum Koadjutorerzbischof von Rabat. Die Bischofsweihe spendete ihm am 26. Februar des darauffolgenden Jahres in der Kirche Unsere Liebe Frau von Lourdes in Casablanca der Erzbischof von Rabat, Hubert Michon; Mitkonsekratoren waren der Apostolische Nuntius in Marokko, Domenico De Luca, und der Erzbischof von Algier, Henri Teissier.
Nach dem Rücktritt von Erzbischof Hubert Michon am 5. Mai 2001 folgte er diesem als Erzbischof von Rabat nach. Von 2005 bis 2012 und 2012 bis 2015 war Erzbischof Vincent Landel Präsident der Regionalen Bischofskonferenz von Nordafrika. Am 29. Dezember 2017 nahm Papst Franziskus sein altersbedingtes Rücktrittsgesuch an.